# Schloss Oberhausen

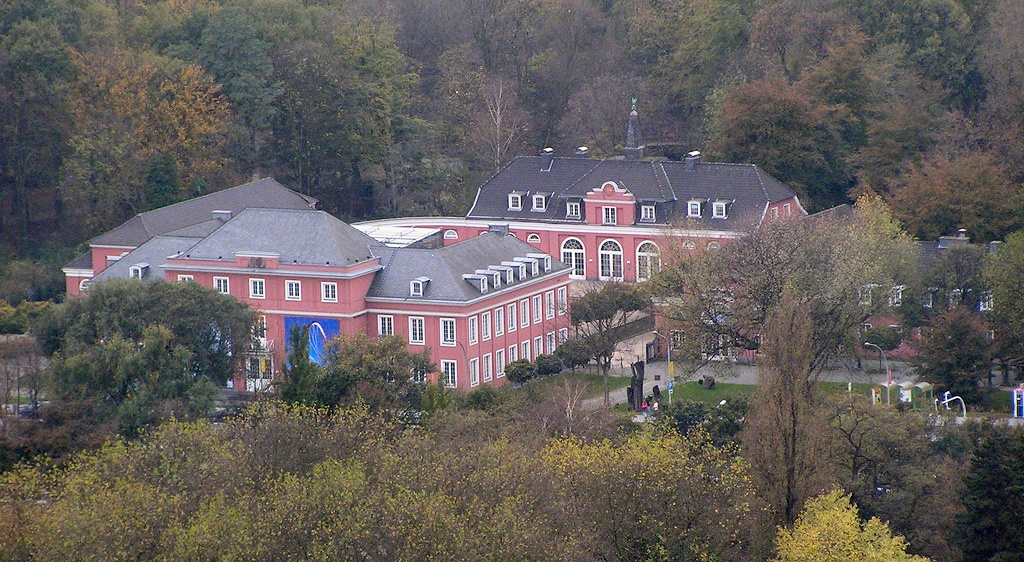
Blick vom Gasometer auf das Schloss

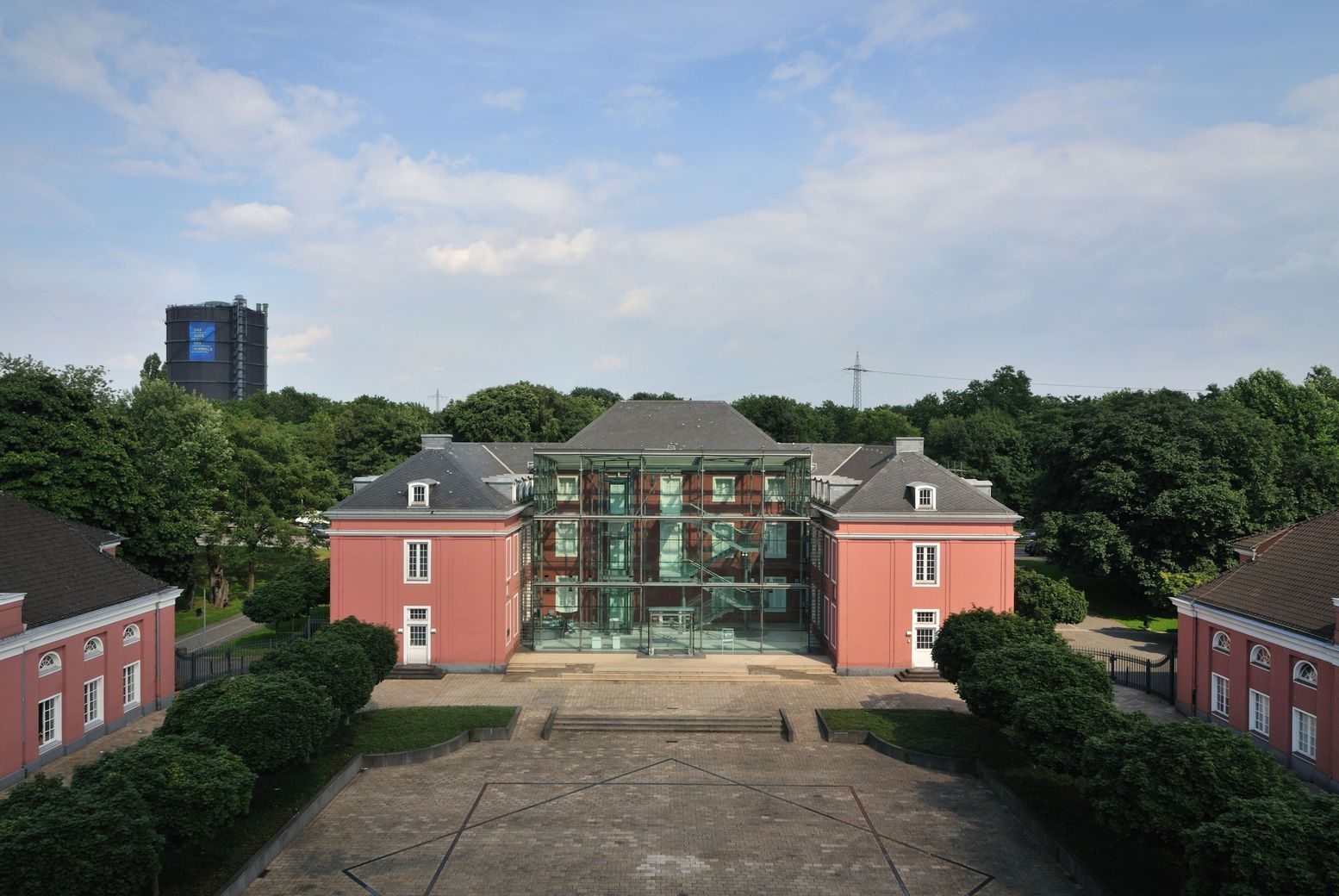
Westseite des Herrenhauses mit der „Vitrine“

Das Schloss Oberhausen ist eine klassizistische Schlossanlage im Oberhausener Stadtteil Alt-Oberhausen-Mitte. Das Anwesen gab dem 1846 in der Nähe erbauten und 1847 eröffneten Bahnhof und damit der späteren Stadt Oberhausen den Namen.
Eine Vorgängeranlage aus dem 12./13. Jahrhundert befand sich rund 200 Meter entfernt vom heutigen Standort und ist mittlerweile vollkommen verschwunden. Nachdem das Anwesen von der Familie von Dücker über die von der Hovens Anfang des 17. Jahrhunderts an die Familie von Boenen gelangt war, wurde auf dem Grundstück zwischen 1804 und 1818 nach Plänen des Hofbaumeisters des Grafen von Bentheim-Steinfurt, August Reinking, ein neues Schloss für Maximilian Friedrich von Westerholt-Gysenberg und seine Frau Friederike Karoline von Bretzenheim errichtet.
Nach schweren Schäden im Zweiten Weltkrieg wurde das Herrenhaus Ende der 1950er Jahre nach alten Originalplänen neu errichtet. Es beherbergt heute mit der Ludwiggalerie ein international renommiertes Kunstmuseum; der Schlosspark mit seinen Freizeitangeboten ist ein beliebtes Ausflugsziel der Oberhausener Bevölkerung. Unter der Bezeichnung „Schloss Oberhausen und Kaisergarten“ sind die Gebäude und der Park seit Anfang 2011 eine Station der Themenroute Oberhausen: Industrie macht Stadt der Route der Industriekultur.

## Beschreibung

Grundriss des Schlosses
1 Herrenhaus, 2 Glasvorbau, 3 Restaurant, 4 Kleines Schloss, 5 Gedenkhalle

Das Schlossareal liegt südlich der A 42 am Rhein-Herne-Kanal. An seiner Ostseite verläuft die Konrad-Adenauer-Allee (B 223), die Hauptverbindungsstraße zwischen den Stadtteilen Sterkrade, Osterfeld und Alt-Oberhausen. Der östlich gelegene Gasometer und das Centro Oberhausen sind zu Fuß zu erreichen, ebenso das Gelände der ehemaligen Gutehoffnungshütte, deren einstige Hauptverwaltung sich südöstlich in etwa 900 Meter Entfernung befindet.

### Gebäude

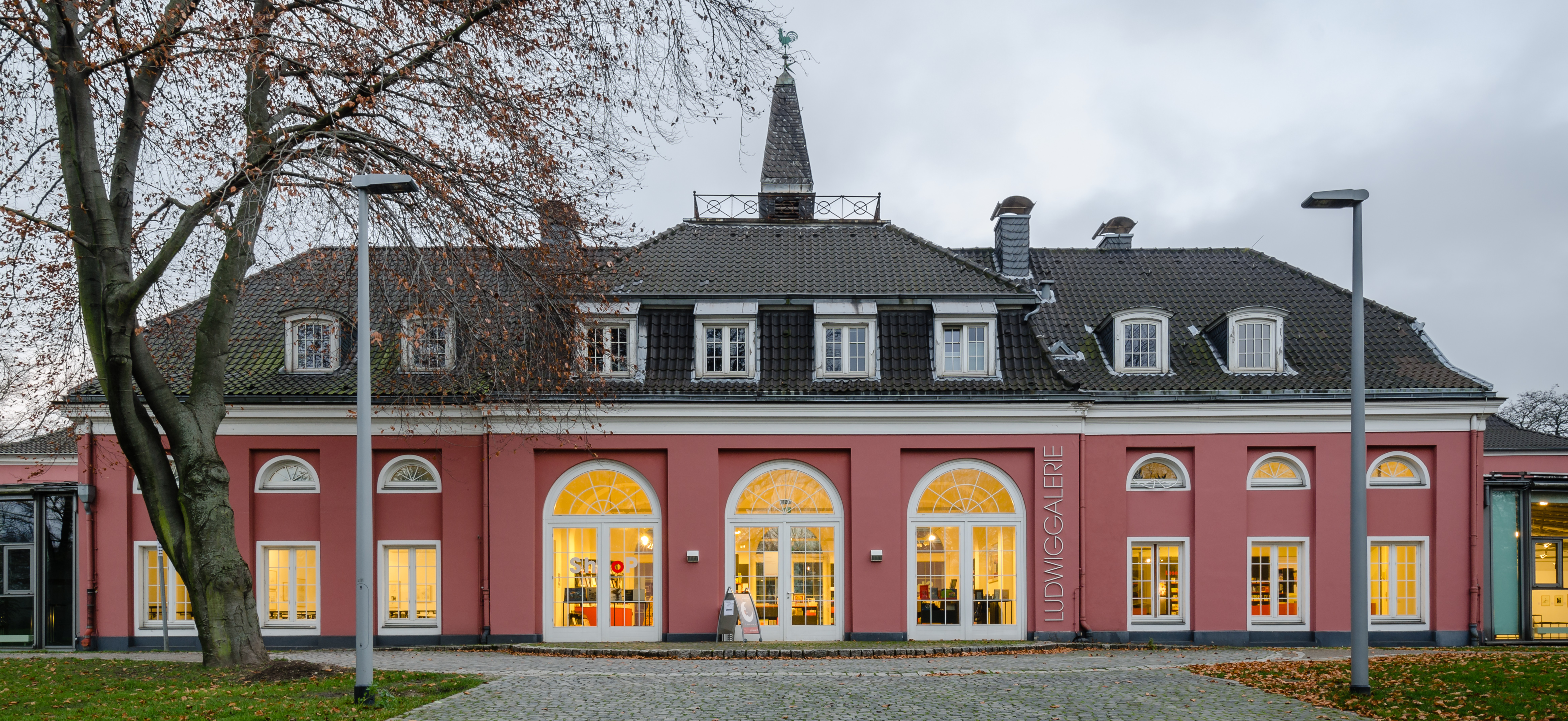
Westfront des kleinen Schlosses (fotografiert aus Richtung Kaisergarten)

Die klassizistische Anlage besteht aus zwei Gebäudekomplexen, die einen quadratischen, etwa 50 mal 50 Meter großen Innenhof begrenzen. Die Fassaden sind rosa gestrichen, Gesimse sowie Fenster- und Türfassungen in Weiß abgesetzt.
An der Ostseite des Hofs steht das schlichte, dreiflügelige Herrenhaus, das erst 1958/59 neu errichtet wurde. Sein dreigeschossiger Mittelteil ist durch Fenster in fünf Achsen gegliedert und wird von einem Mansarddach abgeschlossen. Eine flache, dreistufige Treppe führt an der Ostseite des Hauses zum Eingang, der durch einen kleinen Balkon überdacht ist. Die oberste Etage des Gebäudes ist ein Mezzaningeschoss, das über seinem Traufgesims eine niedrige Attika mit dem Allianzwappen seines Erbauers Maximilian Friedrich von Westerholt-Gysenberg und seiner Frau Friederike von Bretzenheim trägt. Dem Mittelbau schließen sich im Norden und Süden niedrigere, flügelartige Anbauten mit jeweils zwei Geschossen an, die – wie auch jene des Mittelbaus – durch Lisenen optisch zusammengefasst sind. Mittels eines umlaufenden hellen Hauptgesimses sind die drei Gebäudekörper gestalterisch miteinander verbunden. Der durch die Flügelbauten eingefasste Raum an der Westseite des Herrenhauses wird von einer modernen Glas-Stahl-Konstruktion der Architekten Eller & Eller eingenommen, die „Vitrine“ genannt wird und so hoch wie die drei Geschosse des Mittelbaus ist.
Dem Haupthaus gegenüber steht auf der Westseite des Innenhofs das sogenannte Kleine Schloss, ein eingeschossiger Bau mit rechteckigen Fenstern und halbrunden Oberlichtern. Es besitzt auf der dem Herrenhaus zugewandten Seite einen leicht hervortretenden Mittelrisalit mit drei Rundbogentüren. Das Mansarddach des Gebäudes weist mehrere Dachgauben und einen mittig sitzenden Dachreiter in Form eines Obelisken mit Wetterfahne auf.
Die Nord- und die Südseite des Schlosshofs werden von zwei Flügelbauten begrenzt, die über eingeschossige, rundbogige Trakte mit dem Kleinen Schloss verbunden sind. Der gesamte Gebäudekomplex diente früher als Wirtschaftshof, der nördliche Flügelbau wurde als Pferdestall genutzt. Im Südflügel des Schlosses befindet sich die Gedenkhalle, die 1962 als erste NS-Gedenkstätte in Westdeutschland gegründet wurde und sich seitdem in städtischer Trägerschaft befindet. Vor der Gedenkhalle befindet sich die ebenfalls 1962 eingeweihte Basaltstatue Die Trauernde des umstrittenen Bildhauers Willy Meller. Skulptur sowie Bildhauer werden schon seit Jahren kritisiert.

### Kaisergarten

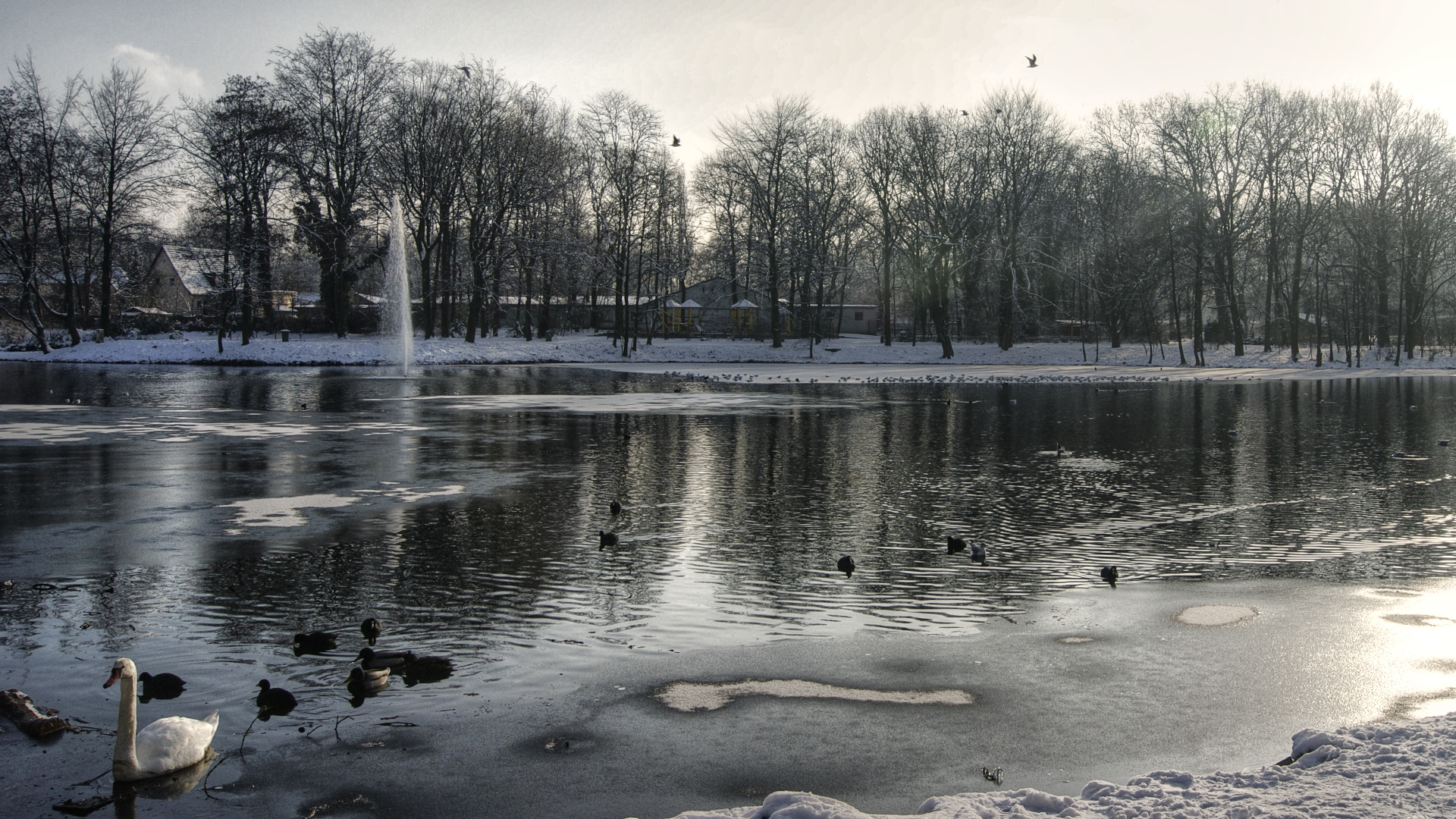
Kaisergarten im Winter

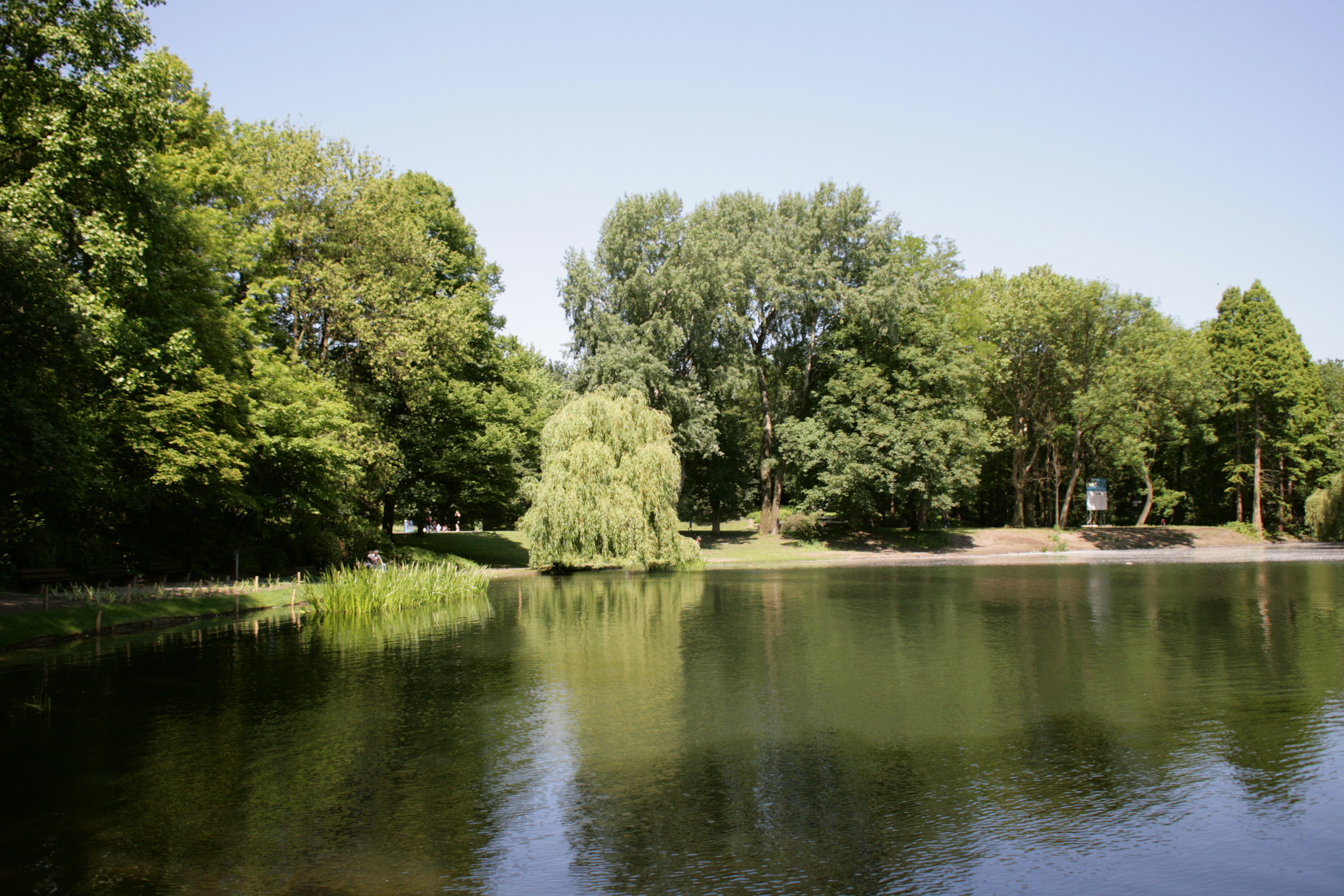
Im Kaisergarten

Der Kaisergarten ist die älteste Parkanlage auf dem Oberhausener Stadtgebiet. Die junge Industriestadt wollte für ihre Bürger „durch die Anlage eines Volksgartens einen angenehmen, erfrischenden Aufenthalt in freier Natur schaffen“. Anlässlich des 100. Geburtstags von Kaiser Wilhelm I. erhielt der Park 1898 seinen Namen. Er liegt südwestlich der Schlossgebäude und reicht von der Duisburger Straße bis an den Rhein-Herne-Kanal und von der Konrad-Adenauer-Allee bis zur Bahnstrecke Oberhausen Hbf.-Sterkrade. Das Areal ist Landschaftsschutzgebiet. Einige der Platanen des Parks sind aufgrund ihres Alters Naturdenkmale.
Von den rund 29 Hektar des Kaisergartens entfallen 7,5 Hektar auf Wald und 9,5 Hektar auf Rasen- und Wiesenflächen sowie 2,5 Hektar auf ein 360 m langes Reststück des alten Emscherbetts und einen großen Teich. Das restliche Areal wird von Gehölzen, Hecken, Stauden- und Blumenbeeten sowie Wegen eingenommen. Auf einem Teil des Geländes befindet sich ein Tierpark mit heimischen Wildtieren und Haustieren. Der ehemalige Staudengarten der Gärtnerei ist heute ein Bauerngarten und ein Schaugarten.
Die Emschergenossenschaft ließ nach einem Entwurf von Tobias Rehberger eine Fußgängerbrücke über den Rhein-Herne-Kanal errichten, die den Kaisergarten mit dem benachbarten Sportpark an der Lindnerstraße und mit dem sich anschließenden Landschaftsraum der  Emscher verbindet. Die Brücke, eine begehbare Skulptur mit dem Namen Slinky springs to fame, war ein Beitrag zum Projekt EMSCHERKUNST:2010 im Rahmen der RUHR.2010 – Kulturhauptstadt Europas. Konzipiert ist sie als farbiges, gewundenes und geschwungenes Band, spiralförmig umwickelt mit Bändern. Nachts wird sie illuminiert. Die Brücke war nicht rechtzeitig zur Ausstellungseröffnung im Mai 2010 fertiggestellt, sondern konnte erst im Juni 2011 eingeweiht werden.

## Geschichte

### Bis zur Frühen Neuzeit
Das Schloss Oberhausen geht auf den befestigten Rittersitz „Oberhaus“ (auch Overhus, Overhuysen, Averhus) zurück, der vermutlich im späten 12. oder frühen 13. Jahrhundert gegründet wurde. Bis heute ist umstritten, ob der 1220 erwähnte Henricus Dukere de Overhusa tatsächlich sein erster Besitzer war. Wilhelm Joseph Sonnen geht in seinem Aufsatz davon aus, dass das Anwesen von einem der damaligen Vögte von Essen und Werden aus dem Haus der Grafen von Berg und von der Mark erbaut wurde. Es lag an einer Furt etwa 200 Meter emscheraufwärts vom heutigen Standort entfernt und sicherte den dortigen, sehr wichtigen Emscherübergang. Die damalige Anlage war vollständig von einem breiten Wassergraben umgeben, der von der Emscher gespeist wurde. Ihre Gebäude nahmen sich sehr bescheiden aus und waren in Fachwerkbauweise errichtet. Das Haupthaus war von der Vorburg durch einen zweiten Wassergraben getrennt, über den eine Brücke führte.
Die erste urkundliche Erwähnung des Oberhauses datiert in die Mitte des 15. Jahrhunderts, als es im Jahr 1443 von der niederadligen Familie von Dücker in den Besitz der Familie von der Hoven, Lehnsmänner der Klever Herzöge, kam. Der kinderlose Rosier Duyker sorgte bei seinem klevischen Lehnsherrn dafür, dass „dat Averhus, gelegen in dem kerspel van Becke“ an seinen Schwager Derich von Vondern, genannt von der Hoven, übertragen wurde. Von den von der Hovens gelangte die Wasserburg 1615 nach langen Erbstreitigkeiten durch einen Vergleich an Conrad von Boenen. Da dieser mit seiner Familie aber das Schloss Berge im heutigen Gelsenkirchen-Buer als Wohnsitz bevorzugte, wurde das Oberhaus in der Folgezeit nur durch einen Pächter und wohl auch einen Rentmeister bewohnt. Zu jener Zeit befand sich die kleine Anlage in einem schlechten baulichen Zustand, denn schon 1598 war sie während des Achtzigjährigen Krieges im Zuge des sogenannten Spanischen Winters von spanischen Truppen geplündert worden, wobei die Vorburg abgebrannt war. Nur notdürftig wieder aufgebaut, wurde das Oberhaus im gleichen Jahr noch ein zweites Mal verwüstet. Fehlende Nutzung und nicht vorgenommene Instandsetzungen ließen die Gebäude im ersten Viertel des 17. Jahrhunderts immer mehr verkommen. Zu allem Überfluss wurde die Anlage während des Dreißigjährigen Krieges 1624 und 1634 auch noch von hessischen Truppen geplündert.

### Neubau
Ihr Besitzer, der Freiherr Ludolf Friedrich Adolf von Boenen zu Berge, heiratete um 1770 Wilhelmine Franziska von Westerholt-Gysenberg, die Erbtochter dieses reich begüterten Geschlechts, und nahm 1779 Namen und Wappen dieser Familie an, ehe er 1790 vom Kaiser in den Reichsgrafenstand erhoben wurde. Doch auch er ließ die Gebäude des Oberhauses weiter verfallen und erneuerte stattdessen den Familiensitz Schloss Berge. Erst Anfang der 1790er Jahre änderte sich etwas an diesem Zustand. Der damalige Rentmeister der benachbarten Burg Vondern, Bertram Philipp Greve, der einen Teil des Oberhauses gepachtet hatte, ließ am heutigen Standort ein neues Wohn- und Wirtshaus samt Scheune, Brauhaus und Brennerei errichten. Die alte in Trümmern liegende Hauptburg wurde 1791 größtenteils abgebrochen, um das verwertbare Material für den Neubau zu verwenden. Ein Vertrag legte fest, dass die gräfliche Familie, wenn sie auf Oberhaus verweilte, in dem neuen Gebäude für die Dauer ihres Aufenthalts über zwei Schlafzimmer sowie einen Essraum verfügen konnte.

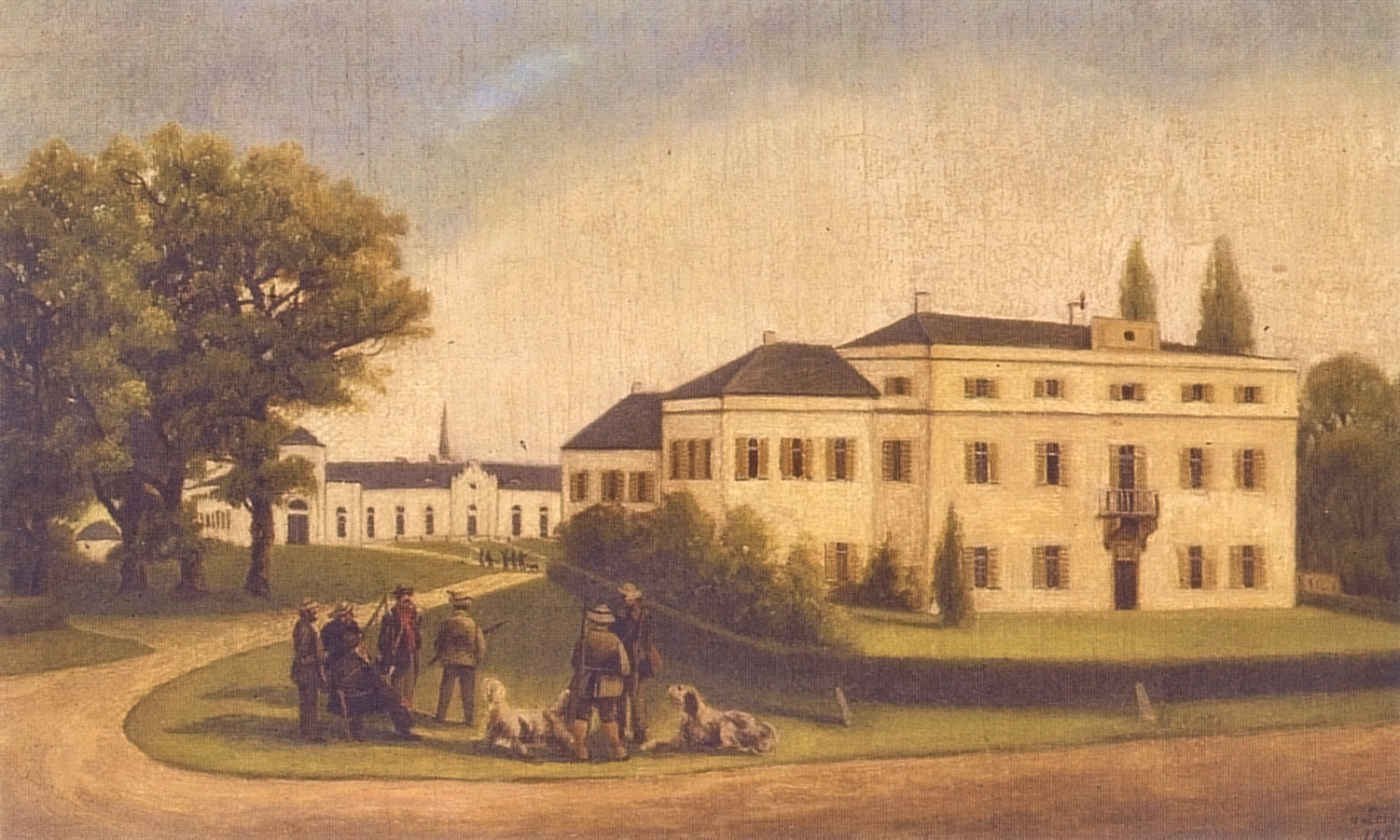
Gemälde des Schlosses mit dem Bauzustand von 1858

1801 wies Ludolf Friedrich Adolf seinem ältesten Sohn Maximilian Friedrich und dessen Frau Friederike Karoline von Bretzenheim, einer illegitimen Tochter des bayerisch-pfälzischen Kurfürsten Karl Theodor, das Oberhaus als zu pachtendes Landgut und Familiensitz zu. Maximilian Friedrich hatte zuvor auf alle Westerholtschen Güter zugunsten seines jüngeren Bruders verzichten müssen, weil die Bestimmungen des Familienfideikommisses vorsahen, dass der Westerholter Haupterbe eine Frau heiraten musste, deren Mutter aus dem Adel stammte. Da ihm seine Liebesheirat im Jahr 1796 jedoch eine Schwiegermutter bürgerlicher Herkunft eingebracht hatte, musste er sich mit dem begnügen, was ihm sein Vater zuwies. Bei einem ersten Besuch seines neuen Domizils im Winter 1801/1802 musste er feststellen, dass die bisherigen Bauten keinen standesgemäßen Wohnsitz für ihn und seine Frau darstellten, und er fasste den Entschluss, ein neues Schloss errichten zu lassen. Da er selbst nur beschränkte finanzielle Mittel besaß und über das Vermögen seiner Frau nicht verfügen konnte, ließ er kein prachtvolles Schloss, sondern einen eher bescheidenen Landsitz entwerfen. Die Pläne dafür lieferte der Hofbaumeister des Grafen von Bentheim-Steinfurt, August Reinking, der seinen ersten Entwurf im Sommer 1803 vorlegte. Änderungswünsche des Bauherrn, finanzielle Zwänge und längere Unterbrechungen der Bauarbeiten sorgten dafür, dass Reinking in den folgenden 15 Jahren noch zahlreiche weitere Bauzeichnungen anfertigte, von denen heute über 60 erhalten sind. In den erhaltenen Baurechnungen ist auch der Essener Architekt Heinrich Theodor Freyse aufgeführt, nach dessen Plänen der Umbau von Schloss Heltorf durchgeführt wurde. Inwieweit er jedoch in das Oberhausener Projekt involviert war, geht aus den Unterlagen nicht hervor. Die Bauleitung vor Ort lag in den Händen eines Architekten namens Bracht. Zu Beginn wurden die Wirtschaftsgebäude gebaut, denn die erst 1792 errichteten Zweckbauten mussten teilweise verlegt werden, um Platz für den Neubau des Hauptgebäudes zu schaffen. Dann erst folgte ab 1812 der Bau des klassizistischen Herrenhauses, bei dem die Bausubstanz des existierenden, geräumigen Wohn- und Wirtshauses einbezogen wurde. Ihm wurde im Süden ein kurzer Seitentrakt angefügt – entgegen Reinkings Entwurf, der zwei symmetrische Flügelanbauten vorsah. Für die Gestaltung des Schlossgartens konnte der Bauherr den renommierten Düsseldorfer Hofgärtner Maximilian Friedrich Weyhe verpflichten, nach dessen Plänen ab 1808 östlich des Herrenhauses die Gartenanlagen, dem Zeitgeschmack entsprechend im Stil eines englischen Landschaftsgartens, entstanden. Die Bauarbeiten am gesamten Komplex dauerten bis etwa 1818 an.
Nur 40 Jahre später war das Schloss schon wieder verwaist. Maximilian Friedrich von Westerholt-Gysenberg war 1854 verstorben. Sein jüngerer Sohn Friedrich Ludolf hatte mit dem Kauf und dem Umbau des Schlosses Arenfels seinen Wohnsitz schon im Jahr 1848 nach Bad Hönningen verlegt. Nach dem Tod der Gräfin Wilhelmine (Minzi) von Westerholt, einer Schwester des Erbauers, im September 1858 blieb das Hauptgebäude ungenutzt. Der zum Schloss gehörige landwirtschaftliche Betrieb wurde noch bis 1884 durch einen Gutsverwalter weitergeführt. Ab 1891 gelang es der Westerholtschen Rentei, zumindest vorübergehend einen Teil der Schlossgebäude zu vermieten.

### In städtischem Besitz

Das Herrenhaus des Schlosses um 1900, Südost-Ansicht

1896 kaufte die Stadt Oberhausen einen 19 Hektar großen, noch nicht erschlossenen Teil des Schlossareals zum Preis von 122.700 Goldmark und gestaltete ihn ab 1897 zu einem öffentlich zugänglichen Park um. Am 22. März 1898 wurde dieser anlässlich des 100. Geburtstags von Wilhelm I. „Kaisergarten“ getauft. 1903 entstand durch eine Spende der Gutehoffnungshütte an der damaligen Sterkrader Chaussee (heute Konrad-Adenauer-Allee) mit dem sogenannten Parkhaus ein Gastronomiebetrieb im Kaisergarten, der die „gute Stube“ Oberhausens war. 1908 erwarb die Emschergenossenschaft das Schloss und die dazugehörenden, 600 Morgen großen Ländereien, die sie 1911 an die Stadt Oberhausen weiterveräußerte. Durch die Begradigung der Emscher konnte der Kaisergarten bis zum Rhein-Herne-Kanal erweitert werden und wurde als Volkspark umgestaltet. Doch die Begradigung hatte nicht nur Vorteile: Die daraus resultierende Grundwasserabsenkung ließ den großen Schlossteich allmählich austrocknen, sodass dieser 1924 vertieft werden musste, damit er wieder Wasser führte. Der Aushub wurde genutzt, um einen künstlichen, heute „Ottoberg“ genannten Hügel im Park aufzuschütten.
In den 1920er Jahren begann auch die Tradition der Tierhaltung im Kaisergarten, denn schon 1927 wurden Tiere im Park gehalten. Sie wurde aber kurz nach Kriegsbeginn 1939 eingestellt, weil die Fläche für den Gemüseanbau zur Versorgung der einheimischen Bevölkerung benötigt wurde. Die Nähe zu den rund um das Schlossareal entstandenen Industrieanlagen wurde dem Gebäude während des Zweiten Weltkriegs zum Verhängnis: Das Dach des Herrenhauses wurde stark beschädigt und das Kleine Schloss schwer getroffen. Auch die übrigen Teile des Wirtschaftshofes mussten Beschädigungen hinnehmen. Das Parkhaus wurde durch Bombentreffer völlig zerstört.

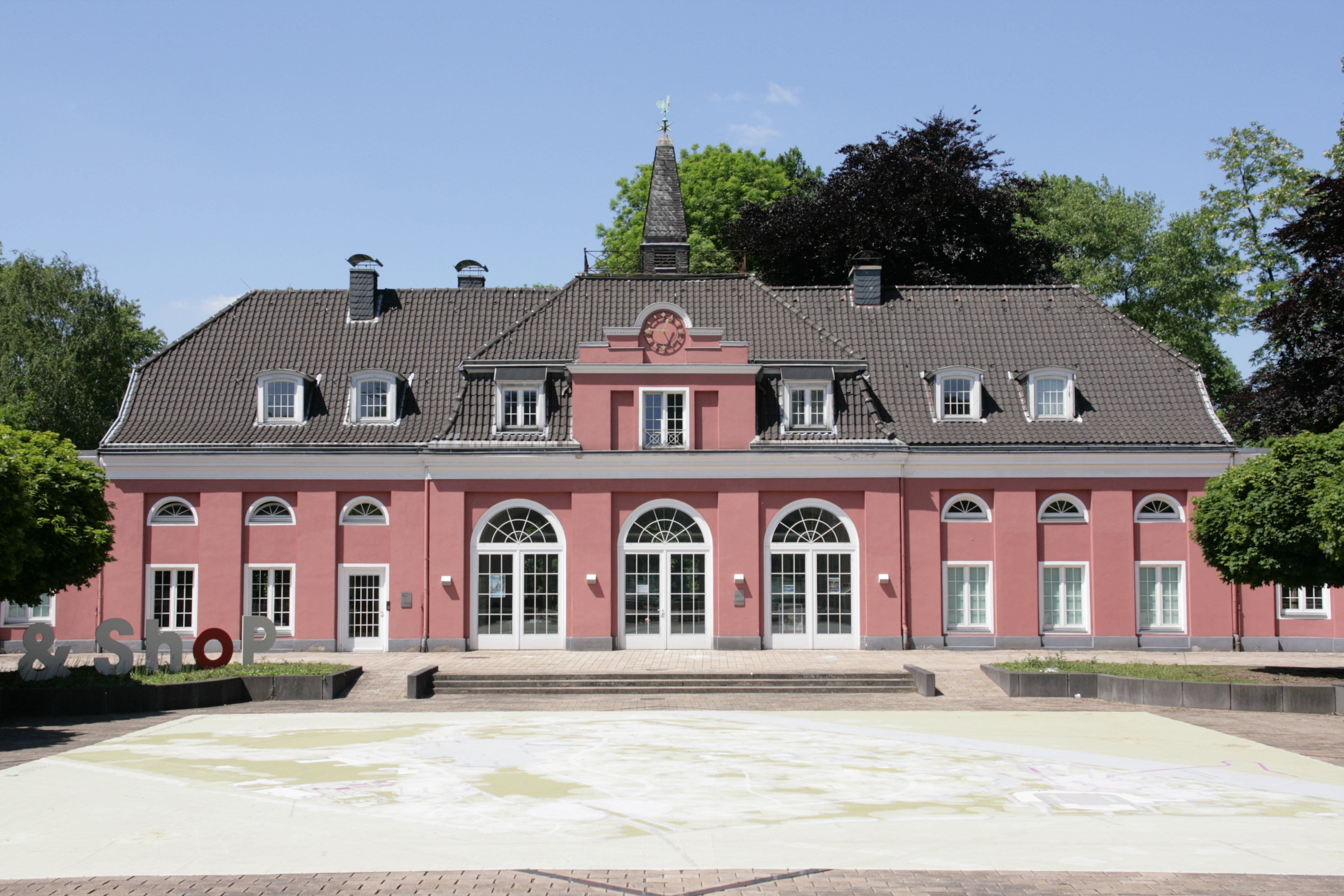
Das Aussehen des Kleinen Schlosses resultiert aus Wiederaufbauarbeiten im Jahr 1953.

Am 17. August 1947 feierte die „Städtische Galerie“ im Herrenhaus Eröffnung und war damit eine der ersten Museumsgründungen nach dem Krieg in Nordrhein-Westfalen. Dort waren unter anderem Werke von Max Liebermann, Max Slevogt und Lovis Corinth ausgestellt. Zwei Jahre später nahm man die Tierhaltung im Kaisergarten wieder auf, zunächst mit nur einem Esel, der den Gärtnern als Lasttier diente. Aus diesen bescheidenen Anfängen entwickelte sich allmählich das heutige Tiergehege. In den 1950er Jahren wurde damit begonnen, die Kriegsschäden an den Schlossgebäuden zu beseitigen. Die Instandsetzung der Wirtschaftsgebäude war bis 1953 abgeschlossen. In den nördlichen Flügelbau des Kleinen Schlosses zog ein Gastronomiebetrieb ein. Es stellte sich jedoch heraus, dass die Bausubstanz des Herrenhauses unrettbar marode war. Das Gebäude war derart baufällig, dass es geschlossen und abgerissen werden musste. Schenkungen der Oberhausener Wirtschaft, insbesondere der Gutehoffnungshütte anlässlich des 200-jährigen Bestehens der St.-Antony-Hütte, ermöglichten 1958/59 den Neubau des Herrenhauses nach den originalen Plänen Reinkings, bei dem dieses Mal beide vom Architekten vorgesehenen Seitentrakte realisiert wurden. Im Inneren erhielt das Haus eine der Zeit angemessene moderne Innenarchitektur, was beispielsweise im Treppenhaus besonders auffällig ist.
Nach dem Bau der Oberhausener Stadthalle wurde die Schlossgastronomie bereits 1962 wieder geschlossen. An ihrer Stelle nutzte das Stadtarchiv die Räume von 1965 bis 1995. Im September 1962 wurde im gegenüberliegenden Südflügel des Wirtschaftshofs mit der Gedenkhalle Oberhausen die erste Gedenkstätte der Bundesrepublik für die Opfer des Nationalsozialismus eröffnet. Im Jahr 1988 erfuhr deren Ausstellung eine erste Überarbeitung und feierte am 9. November des Jahres Neueröffnung. Schon seit 1983 hatte das Sammlerehepaar Peter und Irene Ludwig einen Teil seiner Kunstsammlung im Herrenhaus ausgestellt. Es regte Mitte der 1990er Jahre eine Konzeptänderung des Museums an, die bis 1998 verwirklicht wurde. Die Dauerausstellung wich Wechselausstellungen mit Exponaten international renommierter Künstler. Das Hauptgebäude wurde für diesen Zweck ab Mai 1996 für 10,7 Millionen DM saniert und umgebaut, unter anderem erhielt es mit der sogenannten „Vitrine“ einen modernen Glasanbau. Gleichzeitig wurden der Innenhof und Teile der Gartenanlagen umgestaltet. Unter dem Namen „Ludwig Galerie Schloss Oberhausen“ fand im Januar 1998 die Wiedereröffnung des Kunstmuseums statt.

### Heutige Nutzung
In den beiden Gebäudekomplexen des Schlosses sind ein Café-Restaurant mit angeschlossenem Biergarten, Veranstaltungsräume, Ausstellungsflächen, eine Gedenkstätte für die Opfer des Nationalsozialismus sowie ein Kunstmuseum untergebracht. Im nördlichen Rundbogen der einstigen Wirtschaftsgebäude befindet sich der Trausaal des Standesamts Oberhausen, der als Kulisse für Eheschließungen zu den beliebtesten Orten im Stadtgebiet gehört. Der Schlosshof dient im Sommer als Veranstaltungsort für Konzerte, Theateraufführungen und Lesungen.

#### Kunstmuseum
Peter und Irene Ludwig begründeten in Oberhausen mit der Dauerleihgabe von über 500 Werken zur Kunst in Ostdeutschland 1983 das Ludwig Institut für Kunst der DDR. Nachdem das Institut bedingt durch den Fall der Mauer 1991 aufgelöst worden war, gab das Ehepaar den Anstoß zu einer Neukonzeption des Hauses, das 1998 als LUDWIGGALERIE Schloss Oberhausen neu eröffnet wurde. Seitdem erwarten die Museumsbesucher wechselnde Ausstellungen Bildender Kunst aus den internationalen Beständen der Sammlung Ludwig, der Populären Galerie, die Illustrationen, Plakatkunst, Karikaturen, Comics und Fotografien zeigt, und der sogenannten Landmarkengalerie, die sich dem Strukturwandel des Ruhrgebiets widmet.

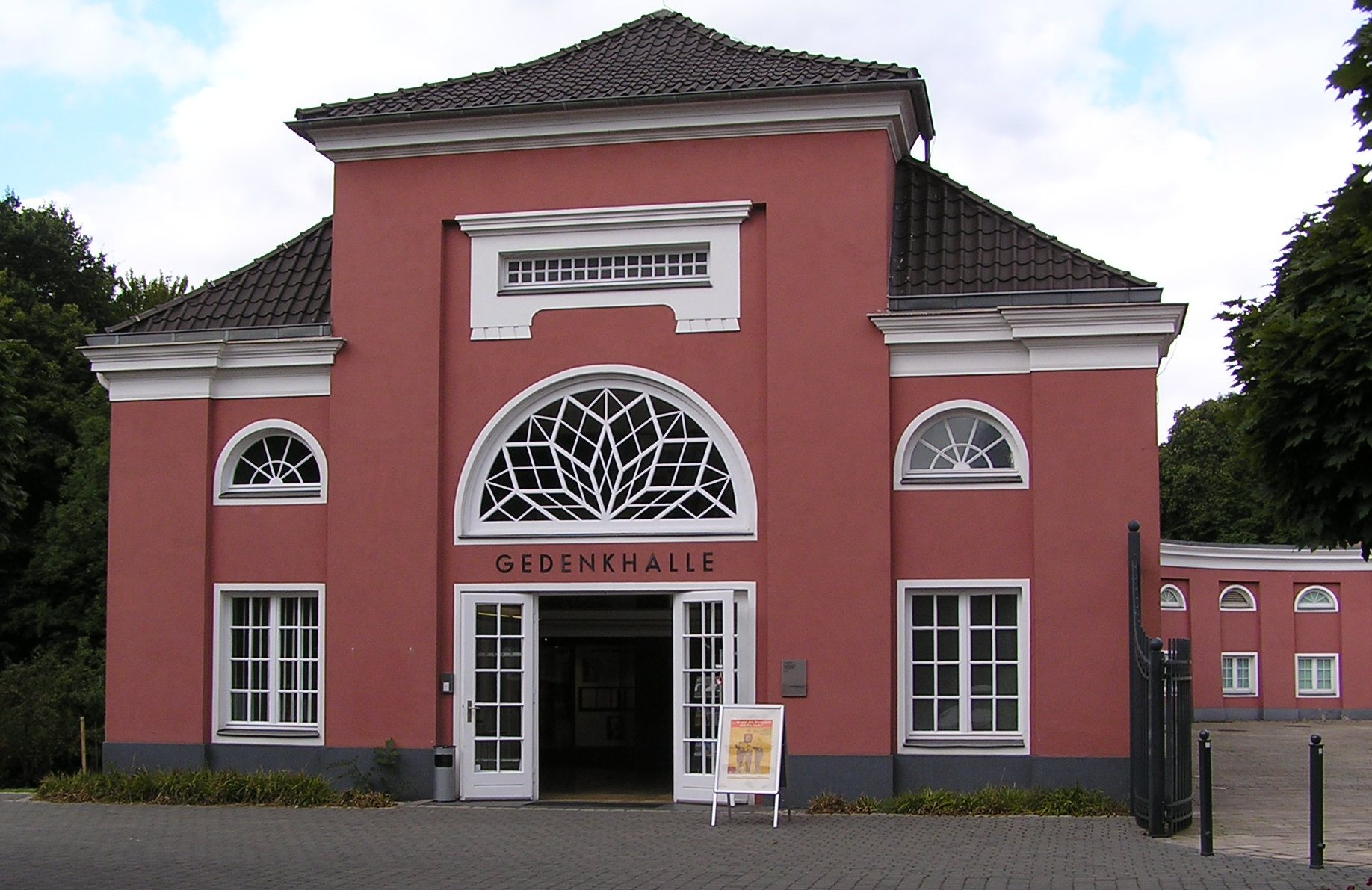
Gedenkhalle

#### Gedenkhalle
Der südliche Seitenflügel des Kleinen Schlosses beherbergt seit 1962 ein städtisches Museum, das sich mit der Geschichte Oberhausens im Nationalsozialismus befasst und zugleich Gedenkstätte für die Opfer des Nationalsozialismus ist. Zu sehen ist die Dauerausstellung Widerstand und Verfolgung 1933–1945 in Oberhausen, die durch Wechselausstellungen ergänzt wird. Seit ihrer Neukonzeption und Wiedereröffnung am 12. Dezember 2010 liegt einer ihrer Schwerpunkte auf dem Thema Zwangsarbeit im Ruhrgebiet.

#### Kaisergarten
Der Kaisergarten ist ein beliebtes Ausflugsziel der Oberhausener Bevölkerung und bietet die Möglichkeit für verschiedene Freizeitaktivitäten. Etwa 5,5 Hektar der Fläche werden von einem Tierpark mit rund 60 verschiedenen Tierarten und etwa 500 Tieren eingenommen. Der Schwerpunkt liegt auf Zucht und Erhaltung seltener Haustierrassen wie Weiße Ungehörnte Heidschnucke oder Sumatra-Kampfhuhn sowie heimischer Wildtierarten wie Luchse und Uhus. Der Besuch ist kostenlos. Oberhausen hat damit den größten Tierpark des Ruhrgebiets, für den kein Eintrittsgeld erhoben wird.  Außerdem gibt es eine Minigolfanlage und zwei Kinderspielplätze.